# Sierlijke zee-engel
De sierlijke zee-engel (Squatina tergocellata) is een vis uit de familie van zee-engelen (Squatinidae) en behoort tot de superorde van haaien. Deze haai kan een lengte bereiken van 100 cm.

## Leefomgeving
De sierlijke zee-engel is een zoutwatervis. De vis komt voor in de (sub)tropische klimaatzone en leeft op het continentaal plat ten zuiden van Australië (zie kaartje) op een diepte van 125 tot 400 m onder het wateroppervlak.

## Relatie tot de mens
De sierlijke zee-engel is niet ongevaarlijk voor de mens, het kan de mens verwonden. Dit is een van de weinige zee-engelen waarvan de populatie geen gevaar loopt uit te sterven. De sierlijke zee-engel staat niet op de Rode Lijst van de IUCN.